# Dorothy Stratton
Dorothy Constance Stratton (ur. 24 marca 1899 w Brookfield, zm. 17 września 2006 w West Lafayette) – komandor (ang. Captain) amerykańskiej Straży Wybrzeża, pierwsza kobieta przyjęta do służby w Women’s Reserve of the Coast Guard, psycholog, nauczycielka akademicka i działaczka amerykańskiej organizacji skautowej dla dziewcząt.

## Życiorys
W 1920 uzyskała bakalaureat na Ottawa University w stanie Kansas. Następnie studiowała na Uniwersytecie Chicagowskim, gdzie w 1924 uzyskała stopień magistra (MA) w dziedzinie psychologii. Doktorat (PhD) obroniła na Columbia University w 1932. Jednocześnie pracowała jako nauczycielka w szkołach średnich – w rodzinnym Brookfield, Renton i San Bernardino. W 1933 została wykładowcą psychologii na Purdue University w West Lafayette oraz dziekanem ds. studentek. W 1940 otrzymała nominację profesorską.
W 1942 zawiesiła pracę na uczelni i wstąpiła do pomocniczych oddziałów kobiecych US Navy, WAVES (Women Accepted for Volunteer Emergency Service), otrzymując stopień kapitana marynarki (ang. Lieutenant). Następnie odbyła szkolenie w US Naval Training Station w Smith College w Northampton. Po jego zakończeniu została zastępcą komendanta szkoły dla radiooperatorek WAVES. W listopadzie 1942 została awansowana do rangi komandora podporucznika (ang. Lieutenant Commander) i odkomenderowana (z przeniesieniem z US Navy) do sztabu komendanta Straży Wybrzeża w Waszyngtonie, otrzymując zadanie organizacji kobiecych oddziałów rezerwowych Straży Wybrzeża (United States Coast Guard Women’s Reserve). Stało się to tuż po powołaniu nowej formacji przez prezydenta Roosevelta. Jako organizatorka i pierwszy dyrektor USCGWR była jednocześnie pierwszą kobietą przyjętą do służby w tej formacji. Dla kobiecych oddziałów rezerwowych wymyśliła także – na wzór WAVES – skrótową nazwę: SPARS, inspirowaną łacińskim mottem Straży Wybrzeża: „Semper PARatus” (pol. „zawsze gotowy”).
W okresie II wojny światowej pod dowództwem Stratton pozostawało 10 tysięcy kobiet, w tym ok. tysiąca kobiet-oficerów. W grudniu 1943 otrzymała awans na stopień komandora porucznika (ang. Commander), a w styczniu 1944 – komandora. Funkcję szefowej SPARS sprawowała do demobilizacji formacji w 1946. Za swoje dokonania została odznaczona Legią Zasługi.
W 1947 została pierwszym dyrektorem ds. personalnych Międzynarodowego Funduszu Walutowego. Pozostawała na tym stanowisku do 1950, kiedy objęła funkcję krajowej naczelniczki Girl Scouts of the USA. Piastowała ją do 1960.
W 2005 – w wieku 106 lat – została laureatką nagrody Stowarzyszenia Absolwentów Ottawa University jako wybitna liderka kobieca. Sama zaś była patronką utworzonej w 2001 nagrody Towarzystwa Kobiet Oficerów Zawodowych dla wyróżniających się w służbie kobiet-oficerów Straży Wybrzeża.

## Pamięć
W 2006 jej imię otrzymał kuter Straży Wybrzeża, klasy Legend – USCGC „Stratton” (WMSL-752).